# Eriinae
De Eriinae vormen een subtribus van de Podochileae, een tribus van de orchideeënfamilie (Orchidaceae).
De naam is afgeleid van het geslacht Eria.
De subtribus omvat elf geslachten met meer dan 725 soorten epifytische, lithofytische of (zeldzamer) terrestrische orchideeën uit tropische streken van India, China, Zuidoost-Azië en Afrika.

## Taxonomie
De taxonomie van deze groep staat er discussie. Deze beperkte indeling op basis van Cameron et. al (1999) en van den Berg et al. (2000) geeft de volgende elf geslachten:
- Geslachten:
  - Ascidieria
  - Ceratostylis
  - Cryptochilus
  - Epiblastus
  - Eria
  - Mediocalcar
  - Porpax
  - Pseuderia
  - Sarcostoma
  - Stolzia
  - Trichotosia